# As-Suwajda (Ar-Rakka)
As-Suwajda – wieś w Syrii, w muhafazie Ar-Rakka. W 2004 roku liczyła 5136 mieszkańców.